# 彩霞溫泉
23°08′21″N 121°06′15″E / 23.139104°N 121.104106°E
彩霞溫泉位於臺灣台東縣海端鄉，該溫泉源自新武呂溪，該溪谷溫泉距交通動線極近，相對容易到達。

## 泉質
水溫45-60℃左右，酸鹼值約為pH7.5，屬於弱鹼性的碳酸泉。

## 特色
屬於野溪溫泉的彩霞溫泉，位於新武呂溪。該溫泉距離南橫公路196公里路標甚近，相對容易到達。該處泉水溫度較高，須調和週遭溪水才能浸泡。

## 交通
- 大眾運輸
  - 鼎東客運往利稻方向，至彩霞橋下車。該溫泉位於該站約略五公里處。
- 開車：
  - 台九線花東公路至海端，轉台20線南橫公路。在行經196公里路標時，右側有小徑。沿小徑即可到達。

## 來源
1. ↑  探險威狼 Wilang Explorer. . Youtube. 2021-06-02  [2024-08-09]. （原始内容存档于2024-08-09） （中文（臺灣））.
2. ↑  . 原住民族溫泉永續發展宣導網站.   [2024-08-09]. （原始内容存档于2024-08-09） （中文（臺灣））.
3. ↑  Xiaofei22. . HopOut.   [2024-08-09]. （原始内容存档于2024-08-09） （中文（臺灣））.